# Won in the First
Won in the First est un film muet américain réalisé par Allen Curtis et sorti en 1914.

## Fiche technique
- Réalisation : Allen Curtis
- Scénario : Grace Cunard, d'après son histoire
- Date de sortie : États-Unis : 18 mars 1914

## Distribution
- Grace Cunard